# Baltimore (Ohio)
Baltimore es una villa ubicada en el condado de Fairfield en el estado estadounidense de Ohio. En el Censo de 2010 tenía una población de 2966 habitantes y una densidad poblacional de 547,93 personas por km².

## Geografía
Baltimore se encuentra ubicada en las coordenadas 39°50′45″N 82°36′19″O / 39.84583, -82.60528. Según la Oficina del Censo de los Estados Unidos, Baltimore tiene una superficie total de 5.41 km², de la cual 5.41 km² corresponden a tierra firme y (0%) 0 km² es agua.

## Demografía
Según el censo de 2010, había 2966 personas residiendo en Baltimore. La densidad de población era de 547,93 hab./km². De los 2966 habitantes, Baltimore estaba compuesto por el 97.47% blancos, el 0.27% eran afroamericanos, el 0.03% eran amerindios, el 0.51% eran asiáticos, el 0% eran isleños del Pacífico, el 0.24% eran de otras razas y el 1.48% pertenecían a dos o más razas. Del total de la población el 0.54% eran hispanos o latinos de cualquier raza.